# Summer World University Games 2025/Basketball
Bei den Summer World University Games 2025 werden insgesamt vier Wettbewerbe im Basketball ausgetragen. Für beide Geschlechter findet jeweils ein klassisches Mannschaftsturnier sowie ein Turnier in der 3×3-Variante statt. Die Spiele des klassischen Mannschaftsturniers werden in Duisburg, Essen und Hagen ausgetragen. Die Spiele der 3×3-Variante finden in Bochum in der Jahrhunderthalle statt.

## Bilanz

### Medaillenspiegel
| Platz  | Land               | 00 | 00 | 00 | Gesamt |
| ------ | ------------------ | -- | -- | -- | ------ |
| 1      | China              | 1  | 1  | –  | 2      |
| 2      | Litauen            | 1  | –  | 1  | 2      |
| 3      | Brasilien          | 1  | –  | –  | 1      |
| 3      | Deutschland        | 1  | –  | –  | 1      |
| 5      | Vereinigte Staaten | –  | 3  | 1  | 4      |
| 6      | Tschechien         | –  | –  | 1  | 1      |
| 6      | Ungarn             | –  | –  | 1  | 1      |
| Gesamt | Gesamt             | 4  | 4  | 4  | 12     |

### Medaillengewinner
| Disziplin  | Gold | Silber | Bronze |
| ---------- | --- | --- | --- |
| Männer     | BrasilienAdyel Borges Gabriel Campos Paulo Barbosa Junior Anderson Barbosa Yuri Elias Neptune Reynan Camilo dos Santos Matheus Santos Bruno Pedro Cardoso Leonardo Teodoro de Souza Agapy Santos Rafael Rachel Gabriel Novaes Souza | Vereinigte StaatenDaniel Skillings Jaylon White Will Kuykendall Drew Perry Obi Agbim Andre Iguodala Isaac Williams Samson Aletan Cameron Carr Caden Powell | LitauenGediminas Leščiauskas Dominykas Stenionis Modestas Kancleris Jonas Sirtautas Kristupas Keinys Matas Repšys Mintautas Mockus Matas Mačijauskas Nojus Kulieša Martynas Sabaliauskas Armandas Plintauskas Gytis Nemeikša |
| Frauen     | ChinaLi Qingyang Tian Yuanyuan Zhao Ruohan Zhang Zihan Li Xingnuo Zhang Shuxuan Tang Ziting Chen Yujie Cao Boyi Liu Yutong Na Han                                                                                                   | Vereinigte StaatenJalynn Bristow Kenadee Winfrey Laci White Denae Fritz Kalysta Martin Clara Blacklock Sidney Love Bailey Maupin Jada Malone Deyona Gaston | UngarnZsuzsanna Sitku Sara Laczko Barbara Angyal Terka Zsofia Dul Eszter Varga Réka Dombai Dorina Takács Panka Dulcinea Dúl Lili Krasovec Janka Gyongyosi Zsófia Réka Telegdy Franka Emilia Tóth                             |
| 3×3 Männer | LitauenRokas Jocys Augustinas Mikstas Titas Janusevicius Gabrielius Celka | Vereinigte StaatenAvery Mack Brown Jackson Francis Hicke Chandler Piggé Nicholas Townsend                                                                  | TschechienŠtěpán Borovka Adam Růžička Matěj Rychtecký Dominik Žák |
| 3×3 Frauen | DeutschlandElisa Mevius Luisa Nufer Sarah Polleros Laura Zolper | ChinaWang Xiaoqing Liu Bei Zhang Tao Gao Ziyue | Vereinigte StaatenJaclyn Grisdale Cecelia Collins Talya Brugler Lee Volker |

## Spielorte
| Bochum |

| Essen |

| Duisburg |

| Hagen |

| Bochum |

| Essen |

| Duisburg |

| Hagen |

## 3×3 Männer

### Vorrunde

#### Gruppe A
| Platz | Team               | Spiele | Siege | Ndlg. | Körbe | Diff. | Qualifikation für |
| ----- | ------------------ | ------ | ----- | ----- | ----- | ----- | ----------------- |
| 1.    | Vereinigte Staaten | 2      | 2     | 0     | 40:24 | +16   | Viertelfinale     |
| 2.    | Italien            | 2      | 1     | 1     | 33:28 | +5    | Play-in           |
| 3.    | Chile              | 2      | 0     | 2     | 21:42 | −21   | Play-in           |

| 17. Juli 2025 11:20 Uhr |  | Vereinigte Staaten | 21 – 9 | Chile | Jahrhunderthalle Schiedsrichter: H. Frölich, M.P. Houle |
| 17. Juli 2025 11:20 Uhr |  |                    |        |       | Jahrhunderthalle Schiedsrichter: H. Frölich, M.P. Houle |
| 17. Juli 2025 11:20 Uhr |  |                    |        |       | Jahrhunderthalle Schiedsrichter: H. Frölich, M.P. Houle |
| 17. Juli 2025 11:20 Uhr |  |                    |        |       | Jahrhunderthalle Schiedsrichter: H. Frölich, M.P. Houle |

| 17. Juli 2025 15:00 Uhr |  | Italien | 21 – 12 | Chile | Jahrhunderthalle Schiedsrichter: A. Csender, Li C. |
| 17. Juli 2025 15:00 Uhr |  |         |         |       | Jahrhunderthalle Schiedsrichter: A. Csender, Li C. |
| 17. Juli 2025 15:00 Uhr |  |         |         |       | Jahrhunderthalle Schiedsrichter: A. Csender, Li C. |
| 17. Juli 2025 15:00 Uhr |  |         |         |       | Jahrhunderthalle Schiedsrichter: A. Csender, Li C. |

| 17. Juli 2025 18:15 Uhr |  | Vereinigte Staaten | 19 – 12 | Italien | Jahrhunderthalle Schiedsrichter: R. Peerandi, K. Soliman |
| 17. Juli 2025 18:15 Uhr |  |                    |         |         | Jahrhunderthalle Schiedsrichter: R. Peerandi, K. Soliman |
| 17. Juli 2025 18:15 Uhr |  |                    |         |         | Jahrhunderthalle Schiedsrichter: R. Peerandi, K. Soliman |
| 17. Juli 2025 18:15 Uhr |  |                    |         |         | Jahrhunderthalle Schiedsrichter: R. Peerandi, K. Soliman |

#### Gruppe B
| Platz | Team       | Spiele | Siege | Ndlg. | Körbe | Diff. | Qualifikation für |
| ----- | ---------- | ------ | ----- | ----- | ----- | ----- | ----------------- |
| 1.    | Frankreich | 2      | 2     | 0     | 42:28 | +14   | Viertelfinale     |
| 2.    | Tschechien | 2      | 1     | 1     | 40:35 | +5    | Play-in           |
| 3.    | Ägypten    | 2      | 0     | 2     | 23:42 | −19   | Play-in           |

| 18. Juli 2025 11:20 Uhr |  | Frankreich | 21 – 9 | Ägypten | Jahrhunderthalle |
| 18. Juli 2025 11:20 Uhr |  |            |        |         | Jahrhunderthalle |
| 18. Juli 2025 11:20 Uhr |  |            |        |         | Jahrhunderthalle |
| 18. Juli 2025 11:20 Uhr |  |            |        |         | Jahrhunderthalle |

| 18. Juli 2025 15:00 Uhr |  | Tschechien | 21 – 14 | Ägypten | Jahrhunderthalle |
| 18. Juli 2025 15:00 Uhr |  |            |         |         | Jahrhunderthalle |
| 18. Juli 2025 15:00 Uhr |  |            |         |         | Jahrhunderthalle |
| 18. Juli 2025 15:00 Uhr |  |            |         |         | Jahrhunderthalle |

| 18. Juli 2025 20:00 Uhr |  | Frankreich | 21 – 19 | Tschechien | Jahrhunderthalle |
| 18. Juli 2025 20:00 Uhr |  |            |         |            | Jahrhunderthalle |
| 18. Juli 2025 20:00 Uhr |  |            |         |            | Jahrhunderthalle |
| 18. Juli 2025 20:00 Uhr |  |            |         |            | Jahrhunderthalle |

#### Gruppe C
| Platz | Team      | Spiele | Siege | Ndlg. | Körbe | Diff. | Qualifikation für |
| ----- | --------- | ------ | ----- | ----- | ----- | ----- | ----------------- |
| 1.    | Litauen   | 2      | 2     | 0     | 42:24 | +18   | Viertelfinale     |
| 2.    | Polen     | 2      | 1     | 1     | 32:32 | ±0    | Play-in           |
| 3.    | Südafrika | 2      | 0     | 2     | 24:42 | −18   | Play-in           |

| 17. Juli 2025 11:45 Uhr |  | Litauen | 21 – 13 | Südafrika | Jahrhunderthalle Schiedsrichter: H. Frölich, T. Andriamanantso |
| 17. Juli 2025 11:45 Uhr |  |         |         |           | Jahrhunderthalle Schiedsrichter: H. Frölich, T. Andriamanantso |
| 17. Juli 2025 11:45 Uhr |  |         |         |           | Jahrhunderthalle Schiedsrichter: H. Frölich, T. Andriamanantso |
| 17. Juli 2025 11:45 Uhr |  |         |         |           | Jahrhunderthalle Schiedsrichter: H. Frölich, T. Andriamanantso |

| 17. Juli 2025 15:25 Uhr |  | Polen | 21 – 11 | Südafrika | Jahrhunderthalle Schiedsrichter: R. Peerandi, Li C. |
| 17. Juli 2025 15:25 Uhr |  |       |         |           | Jahrhunderthalle Schiedsrichter: R. Peerandi, Li C. |
| 17. Juli 2025 15:25 Uhr |  |       |         |           | Jahrhunderthalle Schiedsrichter: R. Peerandi, Li C. |
| 17. Juli 2025 15:25 Uhr |  |       |         |           | Jahrhunderthalle Schiedsrichter: R. Peerandi, Li C. |

| 17. Juli 2025 18:40 Uhr |  | Litauen | 21 – 11 | Polen | Jahrhunderthalle Schiedsrichter: A. Csender, K. Soliman |
| 17. Juli 2025 18:40 Uhr |  |         |         |       | Jahrhunderthalle Schiedsrichter: A. Csender, K. Soliman |
| 17. Juli 2025 18:40 Uhr |  |         |         |       | Jahrhunderthalle Schiedsrichter: A. Csender, K. Soliman |
| 17. Juli 2025 18:40 Uhr |  |         |         |       | Jahrhunderthalle Schiedsrichter: A. Csender, K. Soliman |

#### Gruppe D
| Platz | Team        | Spiele | Siege | Ndlg. | Körbe | Diff. | Qualifikation für |
| ----- | ----------- | ------ | ----- | ----- | ----- | ----- | ----------------- |
| 1.    | Mongolei    | 2      | 2     | 0     | 42:32 | +10   | Viertelfinale     |
| 2.    | Deutschland | 2      | 1     | 1     | 34:27 | +7    | Play-in           |
| 3.    | Indien      | 2      | 0     | 2     | 25:42 | −17   | Play-in           |

| 18. Juli 2025 11:45 Uhr |  | Deutschland | 21 – 6 | Indien | Jahrhunderthalle |
| 18. Juli 2025 11:45 Uhr |  |             |        |        | Jahrhunderthalle |
| 18. Juli 2025 11:45 Uhr |  |             |        |        | Jahrhunderthalle |
| 18. Juli 2025 11:45 Uhr |  |             |        |        | Jahrhunderthalle |

| 18. Juli 2025 15:25 Uhr |  | Mongolei | 21 – 19 | Indien | Jahrhunderthalle |
| 18. Juli 2025 15:25 Uhr |  |          |         |        | Jahrhunderthalle |
| 18. Juli 2025 15:25 Uhr |  |          |         |        | Jahrhunderthalle |
| 18. Juli 2025 15:25 Uhr |  |          |         |        | Jahrhunderthalle |

| 18. Juli 2025 20:25 Uhr |  | Deutschland | 13 – 21 | Mongolei | Jahrhunderthalle |
| 18. Juli 2025 20:25 Uhr |  |             |         |          | Jahrhunderthalle |
| 18. Juli 2025 20:25 Uhr |  |             |         |          | Jahrhunderthalle |
| 18. Juli 2025 20:25 Uhr |  |             |         |          | Jahrhunderthalle |

### Finalrunde
|  | Play-in | Play-in     | Play-in            |             |                    | Viertelfinale    | Viertelfinale    | Viertelfinale |             |    | Halbfinale | Halbfinale | Halbfinale |  |  | Finale | Finale | Finale |
|  |         |             |                    |             |                    |                  |                  |               |             |    |            |            |            |  |  |        |        |        |
|  |         |             |                    |             |                    |                  |                  |               |             |    |            |            |            |  |  |        |        |        |
|  |         | D1          | Mongolei           | 10          |                    |                  |                  |               |             |    |            |            |            |  |  |        |        |        |
|  |         |             |                    | 10          |                    |                  |                  |               |             |    |            |            |            |  |  |        |        |        |
|  |         |             | B2                 | Tschechien  | 21                 |                  |                  |               |             |    |            |            |            |  |  |        |        |        |
|  | B2      | Tschechien  | B2                 | Tschechien  | 21                 | 21               |                  |               |             |    |            |            |            |  |  |        |        |        |
|  | B2      | Tschechien  |                    |             |                    |                  |                  |               |             |    |            |            |            |  |  |        |        |        |
|  | C3      | Südafrika   | 9                  |             |                    |                  |                  |               |             |    |            |            |            |  |  |        |        |        |
|  | C3      | Südafrika   | 9                  |             | B2                 | Tschechien       | 17               |               |             |    |            |            |            |  |  |        |        |        |
|  |         |             |                    |             |                    |                  |                  |               |             |    |            |            |            |  |  |        |        |        |
|  |         | A1          | Vereinigte Staaten | 19          |                    |                  |                  |               |             |    |            |            |            |  |  |        |        |        |
|  |         | A1          | Vereinigte Staaten | 19          |                    |                  |                  |               |             |    |            |            |            |  |  |        |        |        |
|  |         |             |                    |             |                    |                  |                  |               |             |    |            |            |            |  |  |        |        |        |
|  |         |             |                    |             |                    |                  |                  |               |             |    |            |            |            |  |  |        |        |        |
|  |         | A1          | Vereinigte Staaten | 21          |                    |                  |                  |               |             |    |            |            |            |  |  |        |        |        |
|  |         |             |                    | 21          |                    |                  |                  |               |             |    |            |            |            |  |  |        |        |        |
|  |         |             | C2                 | Polen       | 14                 |                  |                  |               |             |    |            |            |            |  |  |        |        |        |
|  | C2      | Polen       | C2                 | Polen       | 14                 | 21               |                  |               |             |    |            |            |            |  |  |        |        |        |
|  | C2      | Polen       |                    |             |                    |                  |                  |               |             |    |            |            |            |  |  |        |        |        |
|  | B3      | Ägypten     | 16                 |             |                    |                  |                  |               |             |    |            |            |            |  |  |        |        |        |
|  | B3      | Ägypten     | 16                 | A1          | Vereinigte Staaten | 16               |                  |               |             |    |            |            |            |  |  |        |        |        |
|  |         |             |                    |             |                    |                  |                  |               |             |    |            |            |            |  |  |        |        |        |
|  |         | C1          | Litauen            | 21          |                    |                  |                  |               |             |    |            |            |            |  |  |        |        |        |
|  |         | C1          | Litauen            | 21          |                    |                  |                  |               |             |    |            |            |            |  |  |        |        |        |
|  |         |             |                    |             |                    |                  |                  |               |             |    |            |            |            |  |  |        |        |        |
|  |         |             |                    |             |                    |                  |                  |               |             |    |            |            |            |  |  |        |        |        |
|  |         | B1          | Frankreich         | 18          | Spiel um Platz 3   | Spiel um Platz 3 | Spiel um Platz 3 |               |             |    |            |            |            |  |  |        |        |        |
|  |         |             |                    | 18          | Spiel um Platz 3   | Spiel um Platz 3 | Spiel um Platz 3 |               |             |    |            |            |            |  |  |        |        |        |
|  |         |             | D2                 | Deutschland | 19                 |                  |                  |               |             |    |            |            |            |  |  |        |        |        |
|  | D2      | Deutschland | D2                 | Deutschland | 19                 | 21               | B2               | Tschechien    | 21          |    |            |            |            |  |  |        |        |        |
|  | D2      | Deutschland |                    |             |                    |                  | B2               | Tschechien    | 21          |    |            |            |            |  |  |        |        |        |
|  | A3      | Chile       | 11                 |             | D2                 | Deutschland      | 17               |               |             |    |            |            |            |  |  |        |        |        |
|  | A3      | Chile       | 11                 |             | D2                 | Deutschland      | 17               | D2            | Deutschland | 13 |            |            |            |  |  |        |        |        |
|  |         |             |                    |             |                    |                  |                  |               | Deutschland | 13 |            |            |            |  |  |        |        |        |
|  |         | C1          | Litauen            | 21          |                    |                  |                  |               |             |    |            |            |            |  |  |        |        |        |
|  |         | C1          | Litauen            | 21          |                    |                  |                  |               |             |    |            |            |            |  |  |        |        |        |
|  |         |             |                    |             |                    |                  |                  |               |             |    |            |            |            |  |  |        |        |        |
|  |         |             |                    |             |                    |                  |                  |               |             |    |            |            |            |  |  |        |        |        |
|  |         | C1          | Litauen            | 21          |                    |                  |                  |               |             |    |            |            |            |  |  |        |        |        |
|  |         |             |                    | 21          |                    |                  |                  |               |             |    |            |            |            |  |  |        |        |        |
|  |         |             | A2                 | Italien     | 20                 |                  |                  |               |             |    |            |            |            |  |  |        |        |        |
|  | A2      | Italien     | A2                 | Italien     | 20                 | 21               |                  |               |             |    |            |            |            |  |  |        |        |        |
|  | A2      | Italien     |                    |             |                    |                  |                  |               |             |    |            |            |            |  |  |        |        |        |
|  | D3      | Indien      | 7                  |             |                    |                  |                  |               |             |    |            |            |            |  |  |        |        |        |

## 3×3 Frauen

### Vorrunde

#### Gruppe A
| Platz | Team     | Spiele | Siege | Ndlg. | Körbe | Diff. | Qualifikation für |
| ----- | -------- | ------ | ----- | ----- | ----- | ----- | ----------------- |
| 1.    | China    | 2      | 2     | 0     | 42:23 | +19   | Viertelfinale     |
| 2.    | Ungarn   | 1      | 1     | 1     | 34:33 | +1    | Play-in           |
| 3.    | Mongolei | 2      | 0     | 2     | 21:41 | −20   | Play-in           |

| 17. Juli 2025 10:30 Uhr |  | China | 21 – 9 | Mongolei | Jahrhunderthalle Schiedsrichter: Andrada Csender (ROU), Tojonirina Andriamanantso (MAD) |
| 17. Juli 2025 10:30 Uhr |  |       |        |          | Jahrhunderthalle Schiedsrichter: Andrada Csender (ROU), Tojonirina Andriamanantso (MAD) |
| 17. Juli 2025 10:30 Uhr |  |       |        |          | Jahrhunderthalle Schiedsrichter: Andrada Csender (ROU), Tojonirina Andriamanantso (MAD) |
| 17. Juli 2025 10:30 Uhr |  |       |        |          | Jahrhunderthalle Schiedsrichter: Andrada Csender (ROU), Tojonirina Andriamanantso (MAD) |

| 17. Juli 2025 14:10 Uhr |  | Ungarn | 20 – 12 | Mongolei | Jahrhunderthalle Schiedsrichter: Henning Frölich (GER), Jennifer Beaudevin (FRA) |
| 17. Juli 2025 14:10 Uhr |  |        |         |          | Jahrhunderthalle Schiedsrichter: Henning Frölich (GER), Jennifer Beaudevin (FRA) |
| 17. Juli 2025 14:10 Uhr |  |        |         |          | Jahrhunderthalle Schiedsrichter: Henning Frölich (GER), Jennifer Beaudevin (FRA) |
| 17. Juli 2025 14:10 Uhr |  |        |         |          | Jahrhunderthalle Schiedsrichter: Henning Frölich (GER), Jennifer Beaudevin (FRA) |

| 17. Juli 2025 17:25 Uhr |  | China | 21 – 14 | Ungarn | Jahrhunderthalle Schiedsrichter: Rauno Peerandi (EST), Karim Soliman (EGY) |
| 17. Juli 2025 17:25 Uhr |  |       |         |        | Jahrhunderthalle Schiedsrichter: Rauno Peerandi (EST), Karim Soliman (EGY) |
| 17. Juli 2025 17:25 Uhr |  |       |         |        | Jahrhunderthalle Schiedsrichter: Rauno Peerandi (EST), Karim Soliman (EGY) |
| 17. Juli 2025 17:25 Uhr |  |       |         |        | Jahrhunderthalle Schiedsrichter: Rauno Peerandi (EST), Karim Soliman (EGY) |

#### Gruppe B
| Platz | Team       | Spiele | Siege | Ndlg. | Körbe | Diff. | Qualifikation für |
| ----- | ---------- | ------ | ----- | ----- | ----- | ----- | ----------------- |
| 1.    | Tschechien | 2      | 2     | 0     | 41:21 | +20   | Viertelfinale     |
| 2.    | Frankreich | 2      | 1     | 1     | 29:31 | −2    | Play-in           |
| 3.    | Chile      | 2      | 0     | 2     | 23:41 | −18   | Play-in           |

| 18. Juli 2025 10:30 Uhr |  | Frankreich | 20 – 11 | Chile | Jahrhunderthalle Schiedsrichter: Henning Frölich (GER), Li Caiyn (CHN) |
| 18. Juli 2025 10:30 Uhr |  |            |         |       | Jahrhunderthalle Schiedsrichter: Henning Frölich (GER), Li Caiyn (CHN) |
| 18. Juli 2025 10:30 Uhr |  |            |         |       | Jahrhunderthalle Schiedsrichter: Henning Frölich (GER), Li Caiyn (CHN) |
| 18. Juli 2025 10:30 Uhr |  |            |         |       | Jahrhunderthalle Schiedsrichter: Henning Frölich (GER), Li Caiyn (CHN) |

| 18. Juli 2025 14:10 Uhr |  | Tschechien | 21 – 12 | Chile | Jahrhunderthalle Schiedsrichter: Karim Soliman (EGY), Marie-Pier Houle (CAN) |
| 18. Juli 2025 14:10 Uhr |  |            |         |       | Jahrhunderthalle Schiedsrichter: Karim Soliman (EGY), Marie-Pier Houle (CAN) |
| 18. Juli 2025 14:10 Uhr |  |            |         |       | Jahrhunderthalle Schiedsrichter: Karim Soliman (EGY), Marie-Pier Houle (CAN) |
| 18. Juli 2025 14:10 Uhr |  |            |         |       | Jahrhunderthalle Schiedsrichter: Karim Soliman (EGY), Marie-Pier Houle (CAN) |

| 18. Juli 2025 19:10 Uhr |  | Frankreich | 9 – 20 | Tschechien | Jahrhunderthalle Schiedsrichter: Andrada Csender (ROU), Rauno Peerandi (EST) |
| 18. Juli 2025 19:10 Uhr |  |            |        |            | Jahrhunderthalle Schiedsrichter: Andrada Csender (ROU), Rauno Peerandi (EST) |
| 18. Juli 2025 19:10 Uhr |  |            |        |            | Jahrhunderthalle Schiedsrichter: Andrada Csender (ROU), Rauno Peerandi (EST) |
| 18. Juli 2025 19:10 Uhr |  |            |        |            | Jahrhunderthalle Schiedsrichter: Andrada Csender (ROU), Rauno Peerandi (EST) |

#### Gruppe C
| Platz | Team        | Spiele | Siege | Ndlg. | Körbe | Diff. | Qualifikation für |
| ----- | ----------- | ------ | ----- | ----- | ----- | ----- | ----------------- |
| 1.    | Deutschland | 2      | 2     | 0     | 37:19 | +18   | Viertelfinale     |
| 2.    | Italien     | 2      | 1     | 1     | 29:25 | +4    | Play-in           |
| 3.    | Neuseeland  | 2      | 0     | 2     | 16:38 | −22   | Play-in           |

| 17. Juli 2025 10:55 Uhr |  | Deutschland | 21 – 7 | Neuseeland | Jahrhunderthalle Schiedsrichter: Jennifer Beaudevin (FRA), Marie-Pier Houle (CAN) |
| 17. Juli 2025 10:55 Uhr |  |             |        |            | Jahrhunderthalle Schiedsrichter: Jennifer Beaudevin (FRA), Marie-Pier Houle (CAN) |
| 17. Juli 2025 10:55 Uhr |  |             |        |            | Jahrhunderthalle Schiedsrichter: Jennifer Beaudevin (FRA), Marie-Pier Houle (CAN) |
| 17. Juli 2025 10:55 Uhr |  |             |        |            | Jahrhunderthalle Schiedsrichter: Jennifer Beaudevin (FRA), Marie-Pier Houle (CAN) |

| 17. Juli 2025 14:35 Uhr |  | Italien | 17 – 9 | Neuseeland | Jahrhunderthalle Schiedsrichter: Tojonirina Andriamanantso (MAD), Marie-Pier Houle (CAN) |
| 17. Juli 2025 14:35 Uhr |  |         |        |            | Jahrhunderthalle Schiedsrichter: Tojonirina Andriamanantso (MAD), Marie-Pier Houle (CAN) |
| 17. Juli 2025 14:35 Uhr |  |         |        |            | Jahrhunderthalle Schiedsrichter: Tojonirina Andriamanantso (MAD), Marie-Pier Houle (CAN) |
| 17. Juli 2025 14:35 Uhr |  |         |        |            | Jahrhunderthalle Schiedsrichter: Tojonirina Andriamanantso (MAD), Marie-Pier Houle (CAN) |

| 17. Juli 2025 17:50 Uhr |  | Deutschland | 16 – 12 | Italien | Jahrhunderthalle Schiedsrichter: Andrada Csender (ROU), Li Caiyan (CHN) |
| 17. Juli 2025 17:50 Uhr |  |             |         |         | Jahrhunderthalle Schiedsrichter: Andrada Csender (ROU), Li Caiyan (CHN) |
| 17. Juli 2025 17:50 Uhr |  |             |         |         | Jahrhunderthalle Schiedsrichter: Andrada Csender (ROU), Li Caiyan (CHN) |
| 17. Juli 2025 17:50 Uhr |  |             |         |         | Jahrhunderthalle Schiedsrichter: Andrada Csender (ROU), Li Caiyan (CHN) |

#### Gruppe D
| Platz | Team               | Spiele | Siege | Ndlg. | Körbe | Diff. | Qualifikation für |
| ----- | ------------------ | ------ | ----- | ----- | ----- | ----- | ----------------- |
| 1.    | Vereinigte Staaten | 2      | 2     | 0     | 35:21 | +14   | Viertelfinale     |
| 2.    | Polen              | 2      | 1     | 1     | 32:24 | +8    | Play-in           |
| 3.    | Südafrika          | 2      | 0     | 2     | 20:42 | −22   | Play-in           |

| 18. Juli 2025 10:55 Uhr |  | Vereinigte Staaten | 21 – 10 | Südafrika | Jahrhunderthalle Schiedsrichter: Karim Soliman (EGY), Li Caiyan (CHN) |
| 18. Juli 2025 10:55 Uhr |  |                    |         |           | Jahrhunderthalle Schiedsrichter: Karim Soliman (EGY), Li Caiyan (CHN) |
| 18. Juli 2025 10:55 Uhr |  |                    |         |           | Jahrhunderthalle Schiedsrichter: Karim Soliman (EGY), Li Caiyan (CHN) |
| 18. Juli 2025 10:55 Uhr |  |                    |         |           | Jahrhunderthalle Schiedsrichter: Karim Soliman (EGY), Li Caiyan (CHN) |

| 18. Juli 2025 14:35 Uhr |  | Polen | 21 – 10 | Südafrika | Jahrhunderthalle Schiedsrichter: Henning Frölich (GER), Li Caiyan (CHN) |
| 18. Juli 2025 14:35 Uhr |  |       |         |           | Jahrhunderthalle Schiedsrichter: Henning Frölich (GER), Li Caiyan (CHN) |
| 18. Juli 2025 14:35 Uhr |  |       |         |           | Jahrhunderthalle Schiedsrichter: Henning Frölich (GER), Li Caiyan (CHN) |
| 18. Juli 2025 14:35 Uhr |  |       |         |           | Jahrhunderthalle Schiedsrichter: Henning Frölich (GER), Li Caiyan (CHN) |

| 18. Juli 2025 19:35 Uhr |  | Vereinigte Staaten | 14 – 11 | Polen | Jahrhunderthalle Schiedsrichter: Jennifer Beaudevin (FRA), Tojonirina Andriamanantso (MAD) |
| 18. Juli 2025 19:35 Uhr |  |                    |         |       | Jahrhunderthalle Schiedsrichter: Jennifer Beaudevin (FRA), Tojonirina Andriamanantso (MAD) |
| 18. Juli 2025 19:35 Uhr |  |                    |         |       | Jahrhunderthalle Schiedsrichter: Jennifer Beaudevin (FRA), Tojonirina Andriamanantso (MAD) |
| 18. Juli 2025 19:35 Uhr |  |                    |         |       | Jahrhunderthalle Schiedsrichter: Jennifer Beaudevin (FRA), Tojonirina Andriamanantso (MAD) |

### Finalrunde
|  | Play-in | Play-in     | Play-in            |                    |             | Viertelfinale    | Viertelfinale | Viertelfinale      |    |  | Halbfinale | Halbfinale | Halbfinale |  |  | Finale | Finale | Finale |
|  |         |             |                    |                    |             |                  |               |                    |    |  |            |            |            |  |  |        |        |        |
|  |         |             |                    |                    |             |                  |               |                    |    |  |            |            |            |  |  |        |        |        |
|  |         |             |                    |                    |             |                  |               |                    |    |  |            |            |            |  |  |        |        |        |
|  | C1      | Deutschland | 21                 |                    |             |                  |               |                    |    |  |            |            |            |  |  |        |        |        |
|  | C1      | Deutschland | 21                 |                    |             |                  |               |                    |    |  |            |            |            |  |  |        |        |        |
|  |         |             | A2                 | Ungarn             | 11          |                  |               |                    |    |  |            |            |            |  |  |        |        |        |
|  | A2      | Ungarn      | A2                 | Ungarn             | 11          | 21               |               |                    |    |  |            |            |            |  |  |        |        |        |
|  | A2      | Ungarn      |                    |                    |             | 21               |               |                    |    |  |            |            |            |  |  |        |        |        |
|  | D4      | Südafrika   | 6                  |                    |             |                  |               |                    |    |  |            |            |            |  |  |        |        |        |
|  | D4      | Südafrika   | 6                  | C1                 | Deutschland | 21               |               |                    |    |  |            |            |            |  |  |        |        |        |
|  |         |             |                    | C1                 | Deutschland | 21               |               |                    |    |  |            |            |            |  |  |        |        |        |
|  |         | B1          | Tschechien         | 15                 |             |                  |               |                    |    |  |            |            |            |  |  |        |        |        |
|  |         |             |                    | 15                 |             |                  |               |                    |    |  |            |            |            |  |  |        |        |        |
|  |         |             |                    |                    |             |                  |               |                    |    |  |            |            |            |  |  |        |        |        |
|  |         |             |                    |                    |             |                  |               |                    |    |  |            |            |            |  |  |        |        |        |
|  | B1      | Tschechien  | 21                 |                    |             |                  |               |                    |    |  |            |            |            |  |  |        |        |        |
|  | B1      | Tschechien  | 21                 |                    |             |                  |               |                    |    |  |            |            |            |  |  |        |        |        |
|  |         |             | D2                 | Polen              |             |                  |               |                    |    |  |            |            |            |  |  |        |        |        |
|  | D2      | Polen       | D2                 | Polen              | 21          |                  |               |                    |    |  |            |            |            |  |  |        |        |        |
|  | D2      | Polen       |                    |                    |             |                  |               |                    |    |  |            |            |            |  |  |        |        |        |
|  | A3      | Mongolei    | 6                  |                    |             |                  |               |                    |    |  |            |            |            |  |  |        |        |        |
|  | A3      | Mongolei    | 6                  | C1                 | Deutschland | 21               |               |                    |    |  |            |            |            |  |  |        |        |        |
|  |         |             |                    |                    |             |                  |               |                    |    |  |            |            |            |  |  |        |        |        |
|  |         | A1          | China              | 15                 |             |                  |               |                    |    |  |            |            |            |  |  |        |        |        |
|  |         |             |                    | 15                 |             |                  |               |                    |    |  |            |            |            |  |  |        |        |        |
|  |         |             |                    |                    |             |                  |               |                    |    |  |            |            |            |  |  |        |        |        |
|  |         |             |                    |                    |             |                  |               |                    |    |  |            |            |            |  |  |        |        |        |
|  | A1      | China       | 18                 |                    |             |                  |               |                    |    |  |            |            |            |  |  |        |        |        |
|  | A1      | China       | 18                 |                    |             |                  |               |                    |    |  |            |            |            |  |  |        |        |        |
|  |         |             | C2                 | Italien            | 12          |                  |               |                    |    |  |            |            |            |  |  |        |        |        |
|  | C2      | Italien     | C2                 | Italien            | 12          | 21               |               |                    |    |  |            |            |            |  |  |        |        |        |
|  | C2      | Italien     |                    |                    |             | 21               |               |                    |    |  |            |            |            |  |  |        |        |        |
|  | B3      | Chile       | 15                 |                    |             |                  |               |                    |    |  |            |            |            |  |  |        |        |        |
|  | B3      | Chile       | 15                 | A1                 | China       | 21               |               |                    |    |  |            |            |            |  |  |        |        |        |
|  |         |             |                    | A1                 | China       | 21               |               |                    |    |  |            |            |            |  |  |        |        |        |
|  |         | D1          | Vereinigte Staaten | 16                 |             |                  |               |                    |    |  |            |            |            |  |  |        |        |        |
|  |         |             |                    | 16                 |             |                  |               |                    |    |  |            |            |            |  |  |        |        |        |
|  |         |             |                    |                    |             |                  |               |                    |    |  |            |            |            |  |  |        |        |        |
|  |         |             |                    |                    |             | Spiel um Platz 3 |               |                    |    |  |            |            |            |  |  |        |        |        |
|  | B2      | Frankreich  | 6                  |                    |             |                  |               |                    |    |  |            |            |            |  |  |        |        |        |
|  | B2      | Frankreich  | 6                  |                    |             |                  | B1            | Tschechien         | 10 |  |            |            |            |  |  |        |        |        |
|  |         |             | D1                 | Vereinigte Staaten | 21          |                  | B1            | Tschechien         | 10 |  |            |            |            |  |  |        |        |        |
|  | B2      | Frankreich  | D1                 | Vereinigte Staaten | 21          | 21               | D1            | Vereinigte Staaten | 13 |  |            |            |            |  |  |        |        |        |
|  | B2      | Frankreich  |                    |                    |             |                  |               | Vereinigte Staaten | 13 |  |            |            |            |  |  |        |        |        |
|  | C3      | Neuseeland  | 16                 |                    |             |                  |               |                    |    |  |            |            |            |  |  |        |        |        |